# 喰の道場

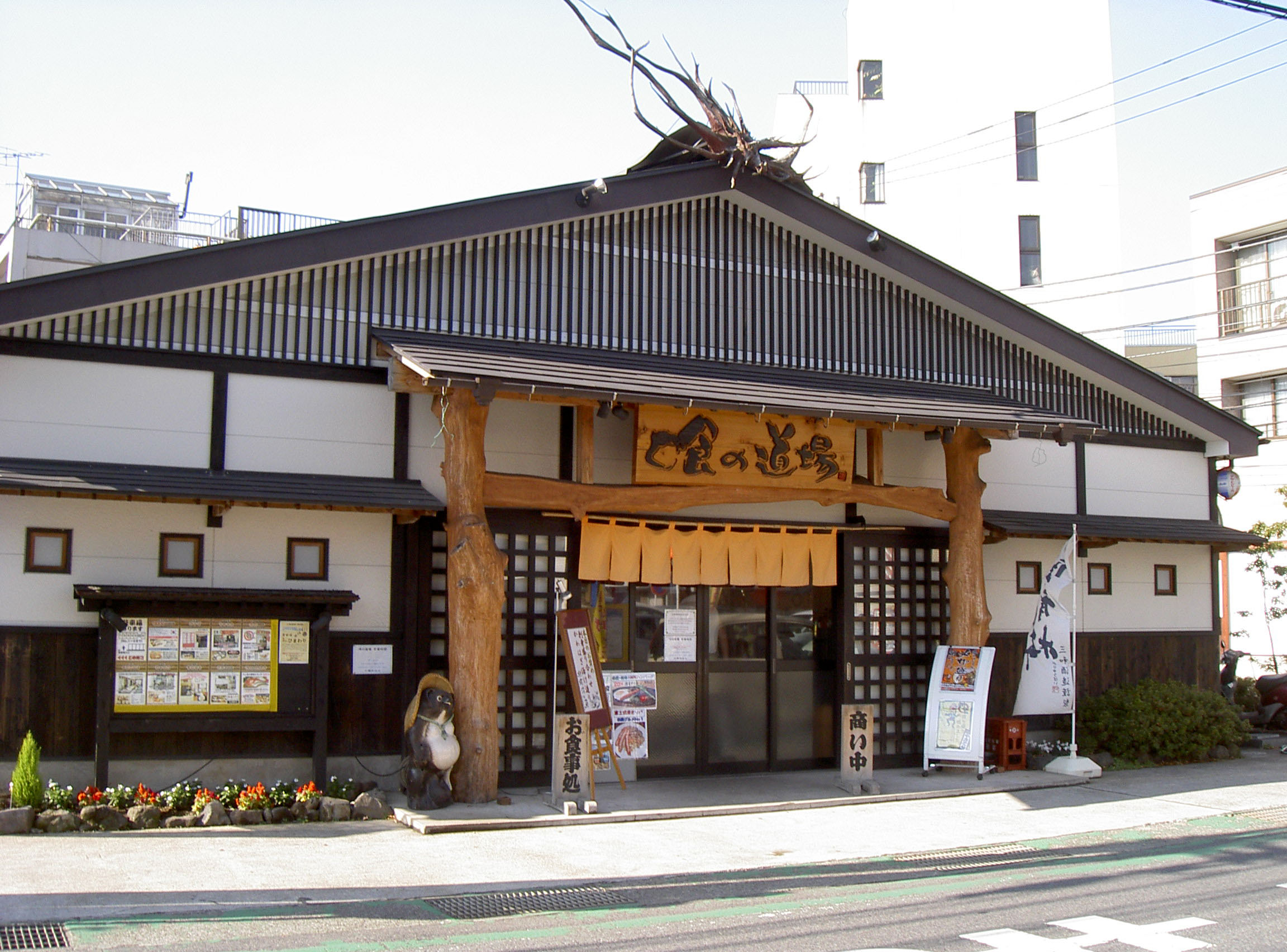
喰の道場（2008年11月26日撮影）

喰の道場（しょくのどうじょう）は、海老名市内の商店会の有志により2004年9月に設立された、商店街活性化の取り組みのひとつ、社会実験型集合店舗である。運営はまちづくりを考える商店会の経営者10人によって結成された「株式会社これでもかっ」。当初より10年間の期間付きで開始された試みで、予定通り2014年8月を以って閉館している。

## 概要
個人飲食店舗を持ちたいと志すものの、飲食店経営の経験の暖簾わけなど経営資源を十分持てなかった人々からの異業種参入者の取り込みや店舗経営の習得、育成を兼ねた商業施設である。将来的に商店街への出店をめざし、商店会の活性化を担う役割をも視野に入れていた。また2002年にビナウォークが開業したことで、駅前の人の流れを周辺まで引き込む狙いもある。NHK総合テレビ「ビジネス未来人」の第56回（2006年10月13日放送分）において当施設が取り上げられている。
道場では3年間の修行を積んだのちに卒業となる。10年間で60人の出店者が参加、そのうち10人が実際に卒業証書を手に独立を果たした。当施設は2014年8月末で閉館となったが、その後については建物を残し改装した上で新たな飲食店として生まれ変わっている（同年12月にはかつて当施設に出店し周辺で独立営業していた「旬海鮮割烹 さしみや」改め「眞方（まがた）」や、同じく当施設に出店していた「魚料理 とらさんキッチン」改め「旬魚旬菜 魚とら」、さらに同市内で営業していた「酒房 丸順」の3店舗が当施設跡建物内に移転・リニューアルオープン）。

## 主な出店店舗
以下は2014年8月の閉館時に存在した店舗である。
- 酒屋 三河屋
- 登別ブランド料理 湯鬼神（ゆきじん）
- まぐろや 雄司（ゆうじ）
- 魚料理 とらさんキッチン
- 朝鮮料理「青唐辛子」
- イタリア料理とワインの店 Legami （レガーミ）
- 沖縄料理「琉球'S」
- インドネシア料理&串焼き カフェ エナック

過去の店舗例
- やきとり 蓮（れん）
- 炭火焼き鳥 創玄
- 串揚げ・天ぷら バンビ
- 江戸前寿司 すしの山川
- 味の駅 ぽっぽ屋
- インド料理 シルクロード
- タイ料理　Suree （スリー）

### 独立した店舗
- 電撃坊主
- すし家
- 憩い家ひまわり
- やきとり一徹
- 旬海鮮割烹 さしみや（現・眞方）

当施設の閉館後に独立
- 沖縄料理 琉球'S
- 韓国料理 青唐辛子
- 魚料理 とらさんキッチン（現・旬魚旬菜 魚とら）

## 所在地
神奈川県海老名市中央1-14-26（海老名駅東口の北東側）